# Nick Bradley (pisarz)
Nick Bradley (ur. 1982 w Niemczech) — angielski pisarz literatury piękna i nauczyciel niemieckiego pochodzenia. Znany z powieści Kot w Tokio, którą nominowano do nagród Dublin Literary Award i Diverse Book Award w 2021. 

## Życiorys
Nick Bradley urodził się w Niemczech i wychował w angielskim mieście Bath w hrabstwie Somerset. Studiował na Uniwersytecie Wschodniej Anglii, a po otrzymaniu tytułu magistra wyjechał do Japonii na dziesięć lat, choć początkowo planował spędzić tam rok. Po powrocie do Anglii rozpoczął studia na kierunku Creative Writing. Ukończył je w 2016 roku. 
Jego debiutancka powieść Kot w Tokio (z ang. The Cat & The City) została wydana w 2020 roku przez Atlantic Books i ogłoszona przez BBC Radio 2 jako najlepszy debiut miesiąca (czerwiec). Książka została przetłumaczona na czternaście języków.
Pracował jako tłumacz gier wideo, fotograf, nauczyciel języka angielskiego i japońskiego. Mówi płynnie po japońsku, a obecnie kończy studia doktoranckie finansowane przez Great Britain Sasakawa Foundation in Creative & Critical Writing na UWA, koncentrując się na postaci kota w literaturze japońskiej. 
Obecnie mieszka w Norwich. Wykłada na kierunku Creative Writing na Cambridge i UWA. 

## Publikacje
- 2020: Kot w Tokio (The Cat & The City), polskie wydanie: 1 sierpnia 2021
- 2023: Four Seasons in Japan